# Palazzo del Ministero della Pubblica Istruzione

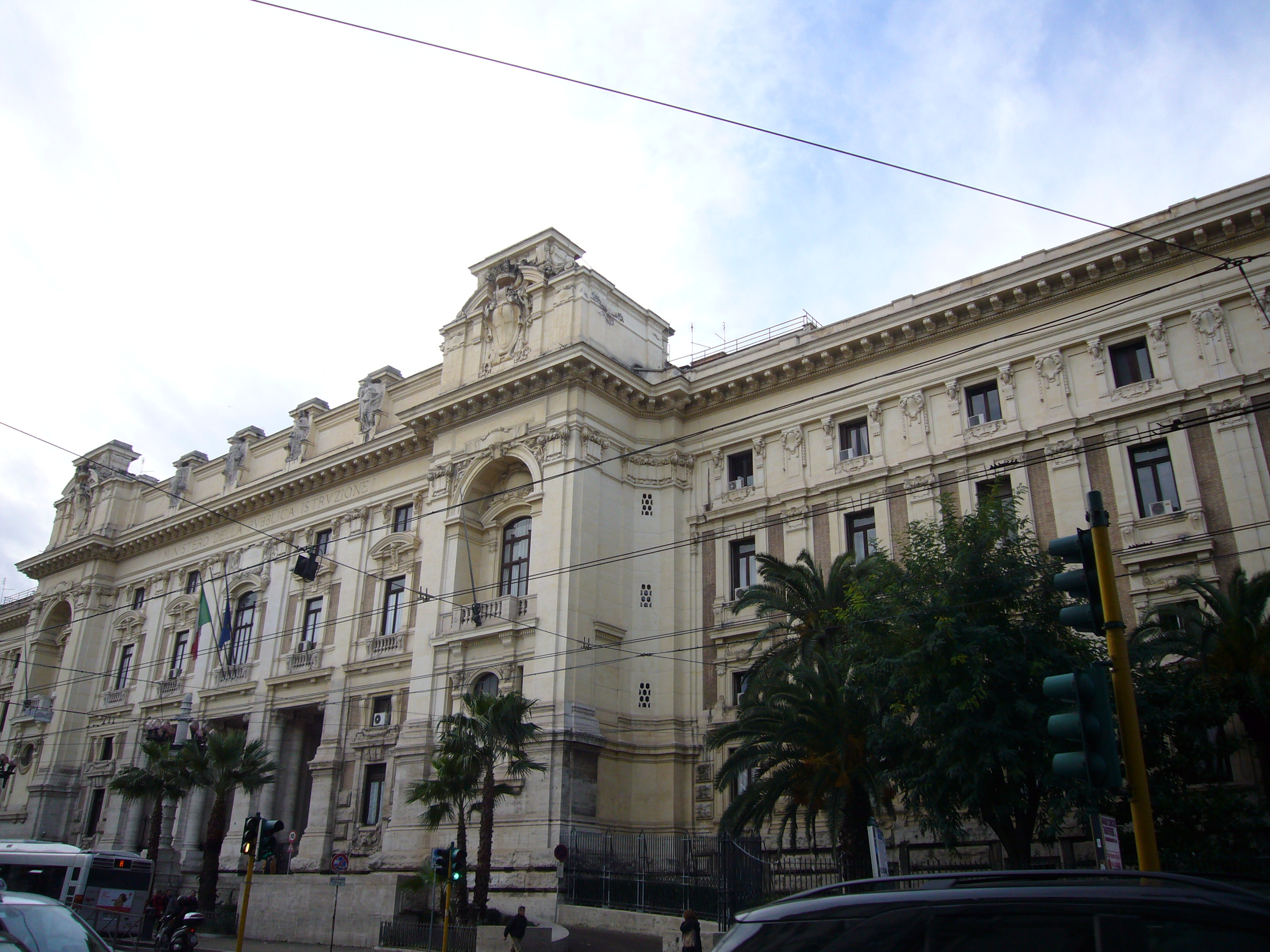
Fachada principal na Viale Trastevere.

Palazzo del Ministero della Pubblica Istruzione é um palácio neoclássico localizado no número 76 da Viale Trastevere, no rione Trastevere de Roma, construído para abrigar os escritórios do Ministério da Educação, das Universidades e da Pesquisa da Itália.

## História
Graças à lei 836 de 18 de julho de 1911, o estado italiano adquiriu todo o quarteirão onde hoje está o palácio, compreendido entre a Viale Trastevere (antiga Via del Re), Via Emilio Morosini, Via Dandolo e a Viale Glorioso, para construir uma sede para o antigo Ministero della pubblica istruzione. Antes da construção do edifício, a área abrigava um terreno vazio da Comuna de Roma e alguns edifícios do Banco di Napoli e dos Magazzini Generali Specchi e Cristalli. Os primeiros projetos do edifício foram submetidos em 20 de maio de 1912 pelo arquiteto Cesare Bazzani, na época um membro da comissão de construção e do conselho superior de belas artes do reino.
A pedra fundamental foi lançada em 1916, mas a construção acabou muito atrasada por causa dos problemas econômicos enfrentados pelo governo por causa da Primeira Guerra Mundial e da Grande Depressão da década de 1920. Bazzani foi obrigado a adaptar o projeto inicial, eliminando a larga via que seria construída formando um eixo com a Porta Portese e a Ponte della Marmorata, o piso do ático, as alas laterais e simplificando todos elementos arquitetônicos e a decoração: foram abolidos grandes grupos de esculturas que representariam as obras de Dante Alighieri e Michelângelo.
O complexo foi completado somente na época fascista, em 1926, e a decoração foi realizada nos dois anos seguintes. O palácio foi oficialmente inaugurado em 28 de outubro de 1928, no sexto aniversário da Marcha sobre Roma. Em 1931, o Movimento Italiano pela Arquitetura Racional (MIAR) criticou fortemente o palácio de Cesare Bazzani, definindo-o como um "horror da Itália humbertina, provincial e folclórico", bem longe da vanguarda internacional do racionalismo.

## Descrição
O palácio foi realizado em estilo eclético do século XX com notas da arquitetura renascentista e barroca, com 630 salas, entre escritórios e arquivos, e uma área construída de 9 800 m² (dos quais 200 m² de escadas e rampas) e uma volume total de 240 000 m³. As fundações são de alvenaria contínua, o subsolo em tufo e as paredes, em tijolos.

### Exterior
A fachada principal, na Viale Trastevere, conta com dois corpos avançados laterais ligeiramente destacados em relação ao corpo central. No centro deste está uma escada com duas rampas veiculares. A fachada central é caracterizada por uma ordem alta coríntia de pilastras assentadas em pedestais encimadas pelo brasão da Casa de Saboia e quatro esculturas em mármore travertino representando a Didática, a Ciência, a Arte e a Filosofia (obras, respectivamente, de Ernesto Vighi, Publio Morbiducci, Narciso Volterrani e Marescalchi). A partir da entrada principal se chega a um átrio com vinte colunas de granito e depois a um pátio de honra central decorado com doze estátuas.

### Interior
No piso subsolo ficavam os alojamentos dos zeladores, o sistema de aquecimento e os depósitos. No térreo, além do átrio e do pátio já citados, ficavam a secretaria geral e a tesouraria (cinquenta salas) à direita e a direção de Belas Artes e Antiguidades (55 salas), a biblioteca e outros 30 escritórios ministeriais à esquerda. No mezzanino está a direção geral de ensino médio (70 salas) e a contabilidade (60 salas). No piso nobre estão os escritórios do ministro e do subsecretário (30 salas), a direção do ensino superior e, de frente para o pátio interno, a sala do Conselho Superior de Instrução. No segundo piso está a direção geral do ensino fundamental. 
As decorações do interior foram deixadas a cargo, em julho do 1928, depois de um concurso, de Antonio Calcagnadoro, Paolo Paschetto e Rodolfo Villani, que tiveram que trabalhar freneticamente para cumprir o prazo de inauguração em 28 de outubro de 1928 (menos de 4 meses).

#### Salas do ministro
Esta parte do palácio foi decorada por Paolo Paschetto, sua única obra encomendada por um organismo não religioso com exceção dos esboços dos selos da série "Libia" (1921) e "Libertà e Rinascita" (1945) e o Selo da República Italiana (1947).
Na antecâmara do ministro estão presentes seis lunetas representando alegorias da Literatura, Sabedoria, Ciência, História, Gênio e Arte. O friso é decorado com figuras seminuas entre oliveiras, carvalhos e amendoeiras em flor e o os motti "excogitare" ("conceber"), "docere" ("ensinar"), "educare" ("educar") e "servare" ("servir").

#### Salas do subsecretário
Na antecâmara do subsecretário, o pintor Rodolfo Villani, mais ligado à ideologia autocelebrativa do fascismo, pintou oito lunetas com alegorias das Artes e dos Poderes civis e espirituais de Roma, a Filosofia, a Arqueologia, o Direito, a Geologia, a Medicina e a Física.

#### Salão do Ministros
Esta sala foi decorada por Antonino Calcagnadoro.. No centro do teto está o "Triunfo da Instrução" e, dos lados, a "Vitória do Reino da Itália na Primeira Guerra Mundial". Um grande friso, representando a evolução da instrução da Idade Antiga até os tempos modernos, domina o alto das paredes, estas pintadas com a história da cultura italiana, da época antiga (invenção do fogo), romana, medieval e renascimento, terminando no fascismo. A sala deve seu nome aos doze retratos dos ministros de 1885 a 1922 nas paredes.

### Biblioteca do Ministério
A biblioteca foi instituída em 1859 e foi abrigada em 1863 pelo ministro Michele Amati na Collegiata Universitaria di Torino. Em 1884, ela foi transferida para a Biblioteca Casanatense e ampliada pelo ministro De Sanctis. Em seguida, porém, a coleção foi muitas vezes desmembrada e dispersa entre várias outras instituições (entre as quais o Museu Pedagógico de Instrução e Educação, a Biblioteca Naciona Vittorio Emanuele II, a faculdade de letras da Universidade de Roma e a Régia Biblioteca de Turim). A biblioteca ministerial foi reativada em 1912, mas acabou fechada novamente em 1920 por Benedetto Croce, que enviou os volumes remanescentes para a Biblioteca Universitária Alessandrina.
O ministro Pietro Fedele refundou definitivamente a atual biblioteca em 24 de abril de 1926, mudando-se para a sede atual em 1928 com a inauguração do palácio. Já em 1929, ela abrigava 30 000 volumes, entre os quais uma rara edição de 1625 da "História de Roma" de Lívio. A coleção do ministério se concentra em matérias pedagógicas, jurídicas e literárias, com obras clássicas gregas, latinas e italianas, tratados de história e geografia, crítica literária, as obras completas de muitos autores (entras as quais a edição nacional das obras de Giosuè Carducci), enciclopédias, dicionários e tesauros.